# Kinetik
Kinetik (scritto Kinetic solo in una schermata Amstrad) è un videogioco d'azione pubblicato nel 1987 per Amstrad CPC, Commodore 64 e ZX Spectrum dalla Firebird.
È caratterizzato dal pilotaggio di una navicella sottoposta a notevoli forze fisiche esterne, a volte giudicato molto difficile.

## Modalità di gioco
Il gioco si svolge sul pianeta Kinetik, dove le leggi della gravità sono distorte e devono essere riportate alla normalità. Il pianeta è rappresentato da un insieme di 44 schermate fisse con visuale bidimensionale di lato. La maggior parte degli ambienti sono collegati in orizzontale e rappresentano la superficie del pianeta, coperta di strana vegetazione, ma è possibile anche scendere in caverne sotterranee.
Il giocatore pilota un veicolo sferico chiamato hydro-craft che può volare in tutte le direzioni, ma risentendo dell'inerzia, dei rimbalzi e della forza di gravità, che può anche cambiare le sue leggi a seconda della schermata. Raggiungendo un'estremità della schermata si passa a quella adiacente.
Bisogna evitare il contatto con vari tipi di creature nemiche fluttuanti, tra cui amebe, vermi e forme geometriche. Gli schermi sono complicati anche da piante e altri ostacoli, sui quali normalmente si rimbalza senza danno, ma ci sono anche alcune piante pericolose al contatto.
L'hydro-craft ha tre vite e per ciascuna una barra dell'energia, ricaricabile raccogliendo appositi fiori oppure immergendosi nelle pozze d'acqua.
Si possono trovare e raccogliere vari power-up: uno scudo di protezione, uno spray chimico utilizzabile come arma per sparare in orizzontale alle creature, sistemi antigravità, un teletrasporto a uso singolo per andare istantaneamente a una schermata qualsiasi (bisogna però conoscere un codice di tre simboli corrispondente alla schermata). Tuttavia si può trasportare solo un massimo di tre potenziamenti, e solo uno alla volta è attivabile.
Uno dei tipi di nemici ha la capacità di sottrarre i potenziamenti al giocatore.
L'obiettivo finale è trovare e raccogliere, nel giusto ordine, le lettere che formano la parola PAX ("pace" in latino) e portarle a Kinemator, una specie di statua di Buddha situata all'estremità più remota dell'area di gioco. Le lettere occupano i tre spazi nell'inventario, per cui man mano che si accumulano si possono trasportare sempre meno potenziamenti.